# Lelymena misalis
Lelymena misalis is een vlinder uit de familie venstervlekjes (Thyrididae). De wetenschappelijke naam van deze soort is voor het eerst geldig gepubliceerd in 1900 door Karsch.
De soort komt voor in tropisch Afrika.